# 랑카

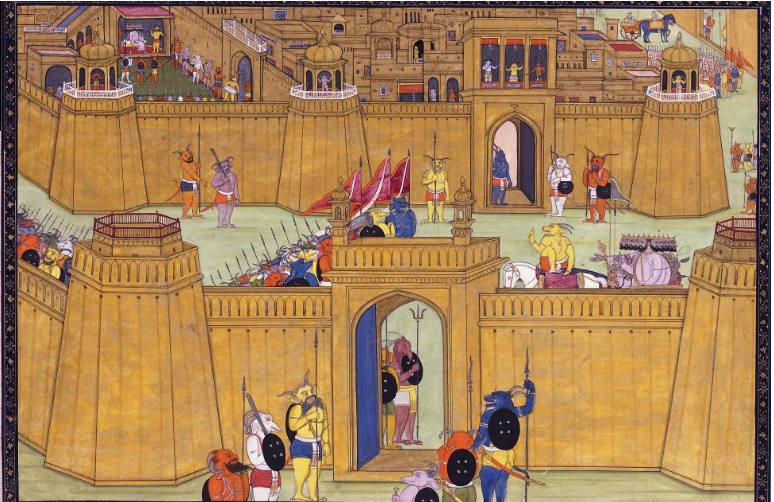
라바나 왕의 황금 주거지

랑카(힌디어: लंका, 싱할라어: ලංකාපුර, 타밀어: இலங்கை நாடு)는 힌두인 서사시에서 라마야나와 마하바라타 서사시에서 전설적인 아수라 왕 라바나의 섬 요새 수도에 붙여진 이름이다. 그 요새는 트리쿠타 산맥으로 알려진 세 개의 산봉우리 사이의 고원에 위치해 있었다. 고대 도시 란카푸라는 하누만에 의해 불태워졌다고 한다. 라바나의 왕 이후, 라바나의 형제 비비샤나의 도움으로 라바나가 라마에게 살해당했고, 라바나는 란카푸라의 왕위에 올랐다. 그의 후손들은 판다바 시대 동안 여전히 왕국을 통치하고 있다고 한다. 마하바라타에 따르면, 판다바 사하데바가 유디슈티라의 라자수야를 위한 남부 군사 작전 중에 이 왕국을 방문했다고 한다.

## 라마야나
섬은 트리쿠타 산맥으로 알려진 세 개의 산봉우리 사이의 고원에 위치해 있었다. 고대 도시 란카푸라는 하누만에 의해 불타버린 것으로 생각된다. 라바나는 라바나의 동생 비비샤나의 도움으로 라마에게 살해당했고, 라바나는 란카푸라의 왕으로 즉위했다. 그의 후손들은 판다바 시대 동안 여전히 왕국을 통치했다고 한다. 마하바라타에 따르면 판다바 사하데바는 유디슈티라의 라자수야를 위한 남부 군사 작전 중에 이 왕국을 방문했다고 한다.

### 랑카의 통치자
라마야나와 마하바라타에 따르면, 랑카는 원래 수말리라는 라크샤사에 의해 통치되었다. 쿠베라는 랑카를 장악하고 야크샤 왕국을 세웠으며 그의 수도는 라크샤사에 의해 보호되었다. 그의 이복동생 라바나는 현자 비슈라바야의 아들이자 수말리의 딸 카이케시가 쿠베라와 싸워 그에게서 랑카를 빼앗았다. 라바나는 라크샤사 왕국의 왕으로서 랑카를 통치했다. 12세기 앙코르 와트의 크메르족 사원에 있는 유명한 부조로 랑카에서의 전투가 묘사되어 있다.

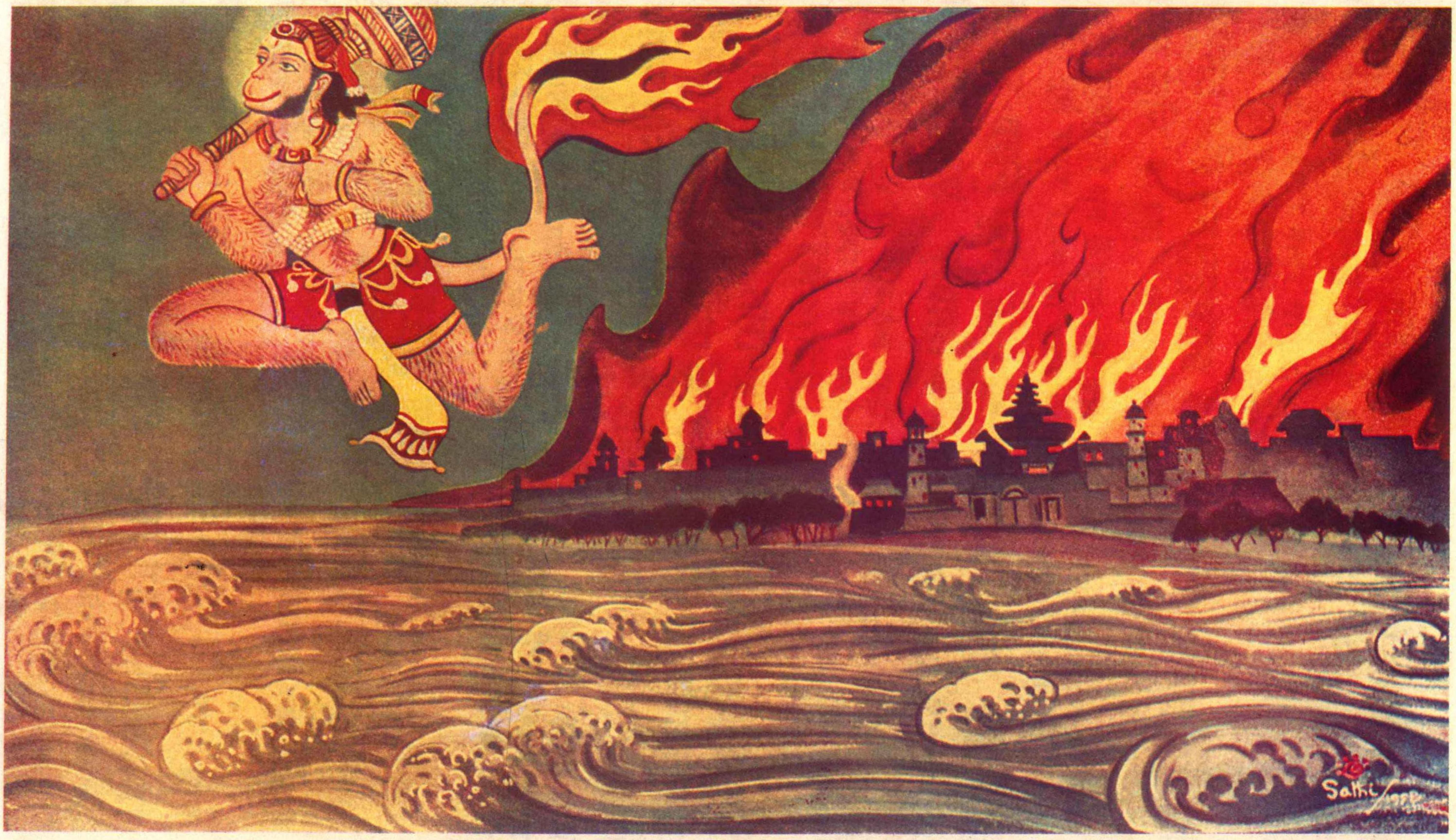
하누만이 랑카에 불을 질렀다.

라바나가 죽은 후, 그의 동생 비비샤나가 뒤를 이었다.

### 라마야나에 따르면 라바나의 "랑카"의 위치
아직 남아 있는 힌두교 문헌과 라마야나(라바나의 랑카라고 함)에서 언급되는 랑카는 인도양에 위치한 큰 섬나라로 여겨진다. 연구에 따르면 라바나 궁전은 아누라다푸라의 카샤파 1세가 지은 시기리야 궁전에 있었다고 한다. 전설에 따르면 라바나의 수도는 고원과 숲 사이에 있었다고 한다. 일부 학자들은 5세기 스리랑카 문자 마하밤사에 그렇게 명시되어 있기 때문에 스리랑카였을 것이라고 주장했다. 하지만, 라마야나는 라바나의 스리랑카가 인도 본토에서 100 요자나 (약 1213km 또는 753.72마일) 떨어진 곳에 위치해 있었다고 분명히 말하고 있다. 일부 학자들은 이 텍스트의 내용을 해석하여 인도의 프라임-자오리가 적도를 지나는 지점에 위치해 있다는 것을 확인했다. 따라서 이 섬은 현재 스리랑카에서 남서쪽으로 160km 이상 떨어져 있을 것이다. 현존하는 모든 발미키의 라마야나의 가장 독창적인 버전은 또한 라바나의 랑카가 서인도양에 위치한다고 제안한다. 이것은 랑카가 인도양 서부의 큰 섬나라들, 물에 잠긴 산들, 그리고 가라앉은 고원의 연속의 한가운데에 있었다는 것을 나타낸다.
19세기 이후 여러 학자들에 의해 라바나의 랑카가 한때 몰디브가 높은 산으로 서 있던 주변 인도양에 있다가 인도양에 잠겼을 것이라는 추측이 나돌았다. 수마트라섬과 마다가스카르 또한 가능성으로 제시되었다.

### 묘사

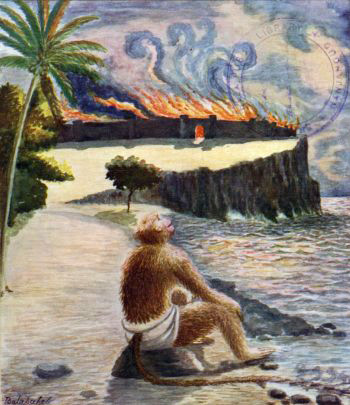
하누만, 랑카가 타는 것을 지켜보다.

라바나의 란카푸리와 그 수도 란카푸리는 오늘날의 기준으로도 초인적인 방식으로 묘사된다. 라바나의 중심 궁전은 하나의 요하나(13km 또는 8mi) 이상, 하나의 요하나 길이, 그리고 절반의 너비에 이르는 거대한 건물들이 모여 있었다. 이 섬에는 트리쿠타 산으로 알려진 큰 산맥이 있었는데, 그 꼭대기에는 라바나의 수도가 위치해 있었고, 그 중심에는 그의 성채가 서 있었다.

## 마하바라타에 있는 랑카에 대한 언급
마하바라타에서 랑카에 대한 많은 언급은 성자 마르칸데야가 라마 왕과 시타의 이야기를 유디슈티라 왕에게 들려주는 서술에서 발견되는데, 이는 라마야나의 잘린 버전에 해당한다. 다음 요약에서 언급되는 것은 마하바라타에 관한 것이며, 다음 형식을 따른다. 마르칸데야의 이야기는 마하바라타 271절 제3권(바르나 파르바)에서 시작된다.

## 같이 보기
- 스리랑카
- 십육대국
- 싱할라 왕국
- 비슈바카르마